# Duncan Scott
Duncan Scott (ur. 6 maja 1997 w Glasgow) – szkocki pływak specjalizujący się w stylu dowolnym, dwukrotny mistrz olimpijski i trzykrotny mistrz świata w sztafecie 4 × 200 m stylem dowolnym, siedmiokrotny mistrz Europy na długim basenie.

## Kariera pływacka
Reprezentując Szkocję na Igrzyskach Wspólnoty Narodów w Glasgow w 2014 roku zdobył srebrny medal w sztafecie kraulowej 4 × 200 m. Brał także udział w wyścigu sztafet 4 × 100 m stylem dowolnym, w którym Szkoci zajęli 4. miejsce
W 2015 roku podczas mistrzostw świata w Kazaniu został mistrzem świata w sztafecie 4 × 200 m stylem dowolnym. Brytyjczycy płynąc w finale tej konkurencji poprawili rekord swojego kraju (7:04,33 min).
Na mistrzostwach Europy w Londynie w 2016 roku zdobył dwa złote medale w sztafecie mężczyzn i sztafecie mieszanej 4 × 100 m stylem zmiennym. Indywidualnie startował na dystansie 100 i 200 m stylem dowolnym. W pierwszej z tych konkurencji z czasem 49,11 uplasował się na 13. miejscu, a na 200 m kraulem zajął 30. miejsce.
Kilka miesięcy później, na igrzyskach olimpijskich w Rio de Janeiro wraz z Stephenem Milne’em, Danielem Wallace’em i Jamesem Guyem wywalczył srebrny medal w sztafecie 4 × 200 m stylem dowolnym. Drugie srebro zdobył w sztafecie zmiennej 4 × 100 m, gdzie Brytyjczycy z czasem 3:29,24 min poprawili rekord swojego kraju. Na dystansie 100 m stylem dowolnym uzyskał czas 48,01 s i uplasował się na piątym miejscu.
W 2017 roku podczas mistrzostw świata w Budapeszcie zdobył złoty medal w sztafecie 4 × 200 m stylem dowolnym. Został także wicemistrzem świata w sztafecie zmiennej 4 × 100 m. Brytyjczycy w obu konkurencjach ustanowili nowe rekordy swojego kraju. W konkurencji 200 m stylem dowolnym zajął czwarte miejsce, uzyskawszy w finale czas 1:45,27. Na dystansie dwukrotnie krótszym z czasem 48,11 był piąty ex aequo z Brazylijczykiem Marcelem Chierighinim.